# Enzima idrolizzante l'acetilacetone
L'enzima idrolizzante l'acetilacetone è un enzima appartenente alla classe delle ossidoreduttasi, che catalizza la seguente reazione:
pentano-2,4-dione + O2 ⇄ acetato + 2-ossopropanale
Si tratta di un enzima Fe(II)-dipendente che catalizza la prima reazione nella via di degradazione dell'acetilacetone di Acinetobacter johnsonii. Mentre l'acetilacetone è sicuramente il substrato migliore, l'eptano-3,5-dione, l'ottano-2,4-dione, il 2-acetilcicloesanone e l'etilacetoacetato possono agire anch'essi come substrati.